# Dieudonné Malere Ma-Mitcho
 (août 2025).
Dieudonné Malere Ma-Mitho est un homme politique congolais, ancien maire de la ville de Goma, située dans la province du Nord-Kivu en république démocratique du Congo.

## Carrière politique
Dieudonné Malere Ma-Mitho est nommé le samedi 29 août 2015 comme Maire de la ville de Goma au Nord-Kivu en remplacement Ndoole Kubuya qui a dirigé cette ville pendant trois ans.
Le 21 février 2018 il est remplacé à la tête de la Mairie de la ville de Goma par Timothée Mwissa Kyesse en présence de nombreuses personnalités dont les membres du comité provincial de sécurité ainsi que les délégués des forces vives.

### Reforme
En 2015, Dieudonné Malere Ma-Mitho a initié le salongo dénommé « Usafi Kwangu » qui s'effectue chaque samedi matin dans la ville de Goma.